# Alberto Vega
Alberto Vega, né Alberto Masó March (Barcelone, juillet 1918 – Paris, 21 novembre 2001), est une personnalité politique, membre influent du Parti ouvrier d'unification marxiste (POUM) et l'un des principaux responsables du groupe Socialisme ou barbarie et membre du comité de rédaction de sa revue.

## Biographie

### Une jeunesse révolutionnaire à Barcelone

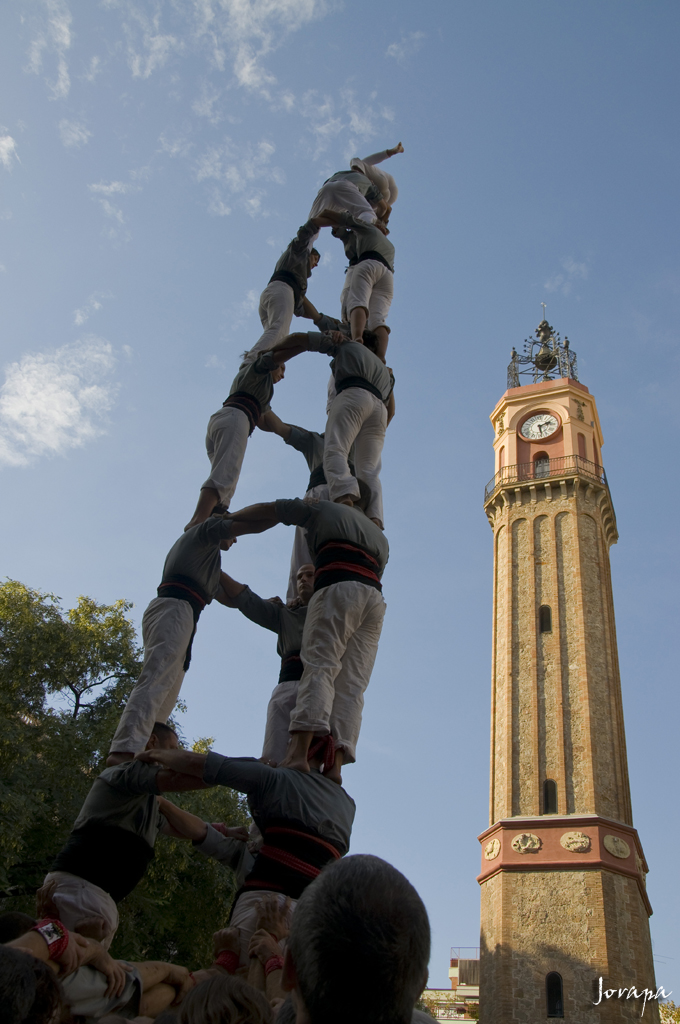
Le campanile symbole du quartier de Gràcia

Dès l’âge de 16 ans Alberto Masó s’est engagé dans des activités politiques. D’après les témoignages de Wilebaldo Solano, Alberto s’échappait de chez lui pour aller aux réunions des jeunesses du Bloc ouvrier et paysan du quartier de Gràcia, bravant l’interdiction de son père de sortir le soir. Il était alors lycéen à l’école Blanquerna qu’il considérait comme une école catalaniste trop bien pensante.
Le quartier de Gràcia était alors un foyer très vivant tant sur le plan culturel que politique. C’est dans ce cadre et le contexte des graves événements d’octobre de 1934 qu’Alberto Masó commença son parcours militant.
La "commune rouge" d'octobre 1934, connue comme l’insurrection ouvrière des Asturies avec la constitution de la République des Ouvriers et Paysans des Asturies le 5 octobre à Oviedo, fut la conséquence de la grève générale organisée par l’alliance des travailleurs, et de la proclamation de « l’État catalan au sein de la république fédérale espagnole » par Lluís Companys, président de la Généralité de Catalogne. Cette révolution asturienne se termina par un effroyable bain de sang avec la répression d'une armée de 40.000 hommes commandée par Francisco Franco.
Albert Masó participa à la grève générale en rejoignant une colonne d'hommes en armes qui se dirigea vers la caserne de Sabadel. Ce mouvement fut contenu par la garde civile, et Masó eut la chance de n’être ni blessé, ni détenu.

### La création du P.O.U.M.

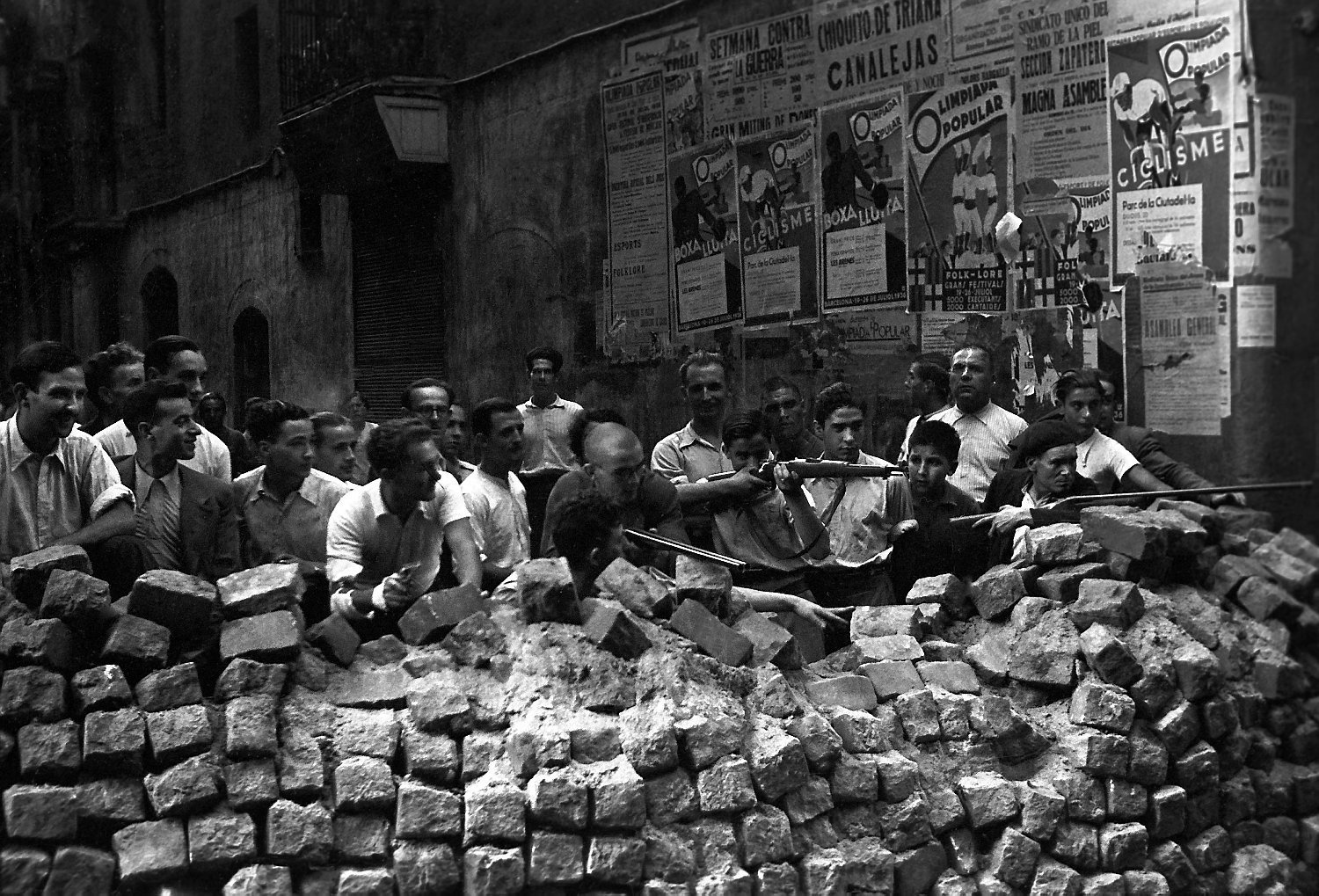
Barcelone 19 juillet 1936.

Masó milite en rejoignant les "Grups d'Acció del Bloc Obrer i Camperol" (GABOCs), des groupes d’action et approuve la fusion du Bloc ouvrier et paysan et de la Izquierda Comunista de España d’Andreu Nin qui scella la naissance du P.O.U.M., Parti ouvrier d'unification marxiste, le 29 septembre 1935.
Ce dernier était le représentant de la tradition marxiste anti-stalinienne et par ailleurs critique du schématisme de Trotsky qui calquait le « modèle » de la révolution russe sur l'Espagne. Le POUM se retrouvait à côté d'un parti socialiste réformiste, d'un parti communiste officiel très stalinien et d'un puissant mouvement révolutionnaire animé par le syndicat anarcho-syndicaliste de la C.N.T. persuadé que le pouvoir économique allait suffire pour la transformation de la société.

### La guerre civile

Carte de la guerre civile

Avec le soulèvement nationaliste des 17 et 18 juillet, la guerre est déclarée. Il participe aux combats de rue de la place de l’Université, en haut des ramblas puis dans les milices du POUM à l’attaque de la caserne d’Atarazanas qui soutenait Franco, et où il fut blessé pour la première fois.
Le 24 juillet 1936, il alla combattre sur le front d’Aragon dans les milices du POUM contre l’armée franquiste. Il fut blessé à nouveau en septembre 1936 et soigné dans le sanatorium d’Alp géré par des médecins affiliés au POUM. Il retourna au front de Huesca avec le grade de lieutenant dans la 29e division de l’armée républicaine car à l’époque le POUM faisait encore partie du gouvernement du Front populaire à Barcelone.

### Clandestinité du POUM et lutte contre le NKVD

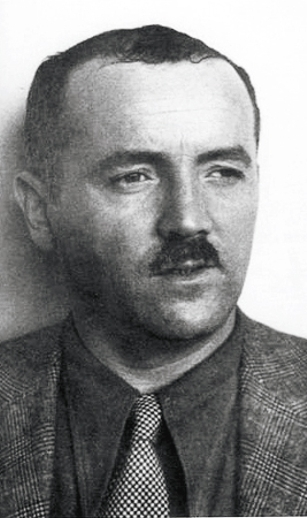
Le général Alexandre Orlov, chef du NKVD en Espagne de 1936 à 1938

En décembre 1936, le POUM fut exclu du gouvernement catalan et en juin 1937, le parti interdit. Son dirigeant Andreu Nin fut arrêté puis assassiné par la police secrète russe.
Masó rejoignit la lutte clandestine du POUM et prit part aux combats du Passeig de Gràcia avec les comités de défense de la CNT durant les affrontements de mai 1937 à Barcelone contre l’emprise croissante du Parti communiste d'Espagne sur l’appareil d’état républicain.
Il fut arrêté alors qu’il collait des affiches traitant de contre-révolutionnaire le nouveau gouvernement de Juan Negrín, formé de républicains, de communistes et de socialistes de droite sans les ministres de la CNT. Francisco Largo Caballero avait alors démissionné en raison de son refus de dissoudre le POUM.
Alberto Véga fut enfermé dans la prison Modelo où il ne resta que 4 mois grâce à la clémence d’un juge qui s’opposait à la répression orchestrée par les communistes staliniens et organisée en sous-main par le général Alexandre Orlov, chef du NKVD en Espagne.
Alberto Masó retourna au front et combattit jusqu’à la défaite de l’armée républicaine en 1939. En permission à Barcelone, pour venger l’assassinat d’Andreu Nin et de beaucoup d’autres, il participa à la « liquidation », le 10 février 1938, du capitaine russo-polonais, Léon Narvitch, agent de la NKVD infiltré dans le POUM. Ce capitaine avait été détaché pour identifier les dirigeants du POUM à partir de photos qu’en avait faites le NKVD. Les militants du POUM préparèrent un piège au célèbre parc Güell. Alberto engagea la conversation pour le mettre en confiance, puis un autre militant du POUM, Lluís Puig lui tira dessus.

### L'exil en France et le STO en Allemagne

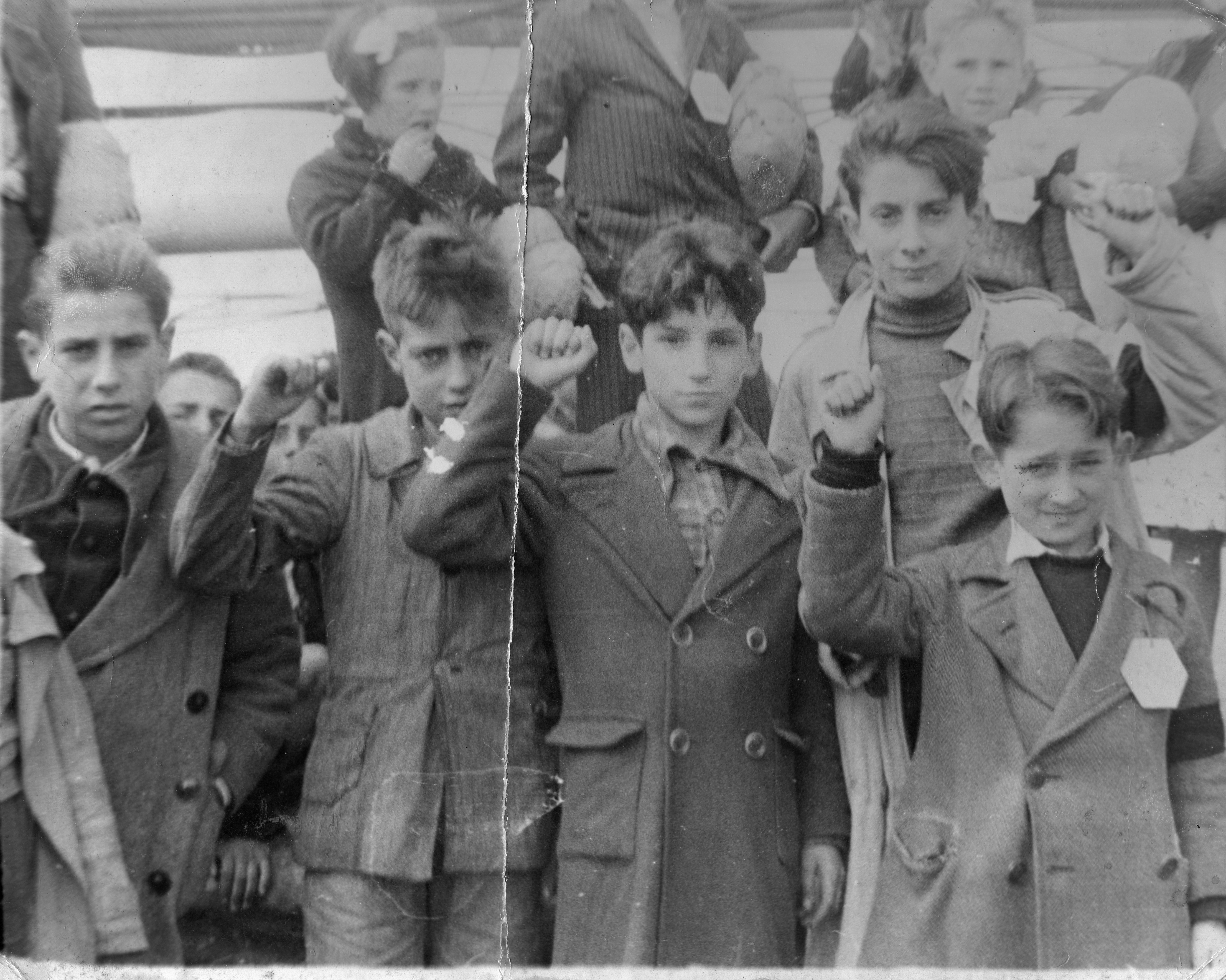
Enfants républicains exilés en France en février 1939

Après la chute de Barcelone, ce fut la retirada de février 1939. Il prit le chemin de l'exil en France avec son unité et fut interné dans le camp de concentration d'Argelès-sur-Mer d’où il réussit à s’échapper. Comme des milliers de réfugiés et exilés de la guerre d'Espagne, Alberto vécut dans des conditions très difficiles.
Les services d’aide organisés par les partis socialiste et communiste ne concernaient pas les poumistes considérés par eux comme des traîtres. Pour survivre, Alberto Masó, sans-papier et en pleine occupation allemande, créa un service de défense avec d’ex-poumistes. Il commit un vol à main armée dans le local du PSUC pour récupérer de l'argent et fut arrêté puis incarcéré deux ans jusqu’à la fin 1941 à la maison d’arrêt de la Santé et à celle de Fresnes avec son ami L. Puig, et enfin interné dans la caserne des Tournelles. Enfin il fut requis pour le Service du travail obligatoire en Allemagne dans une usine d'IG Farben Industrie, et y tomba gravement malade de la tuberculose. Dina Vierny, la muse du sculpteur Aristide Maillol, lui sauva la vie en payant ses soins dans un sanatorium suisse.

### L'internationalisme pendant la guerre
Guéri et libre, Il entra en contact sur la base du rejet de la défense de l’URSS et de tout nationalisme, en 1946, avec la Fraction Française de la Gauche Communiste (FFGC) d’obédience bordiguiste (ce courant lié au leader italien Amadeo Bordiga représentait une des oppositions de gauche au stalinisme). En fait, ce groupe était hétérogène et lui appartenir ne signifiait pas l'acceptation de toutes les thèses dogmatiques de Bordigua.
Masó rédigea sous le pseudonyme de Maille des articles dans un journal qui s’appelait « L’Internationaliste ». Mais, il ne partagea jamais ni la conception du parti ultra léniniste de la FFGC et encore moins son analyse de la guerre et de la révolution espagnole (cette guerre était analysée comme une simple guerre inter-impérialiste). Il rompit avec cette mouvance et dans les années 1950, il prit contact avec d’autres militants qui venaient de rompre avec la section française de la Quatrième Internationale (fondée par Trotsky en 1938), et adhéra au groupe « Socialisme ou Barbarie » avec une déclaration politique « Pour l’Unification » (revue S ou B no 7 septembre 1950), texte dans lequel, les camps de travail du goulag stalinien sont explicitement dénoncés, ce qui était relativement rare à l’époque. S ou B était né d'une scission avec le PCI, section française de la Quatrième Internationale sur la nature du stalinisme. La tendance Chaulieu (premier pseudonyme de Cornelius Castoriadis) et Montal (Claude Lefort) voyait dans la bureaucratie une nouvelle forme de société de classes et d'exploitation et considérait les partis communistes comme contre-révolutionnaires.
L'alignement des trotskistes sur des positions de soutien au PC yougoslave de Tito aboutira à une scission définitive de S ou B avec le Trotskysme.
En septembre 1952, Masó écrivit un article de fond intitulé « La crise du Bordiguisme » (revue Sou B no 11). Entre-temps il avait pris le pseudonyme de Véga : « Peut-être parce que cette étoile indique la direction aux gens qui voyagent ». Véga en effet de faisait fort d’avancer. Il redoutait le piétinement, le rabâchage et l’enfermement. D’ailleurs, Il aimait les randonnées en montagne dans les Alpes et les Cévennes où il a beaucoup marché, sac au dos empruntant les sentiers de grande randonnée.

### De "Socialisme ou Barbarie" à "Pouvoir Ouvrier"

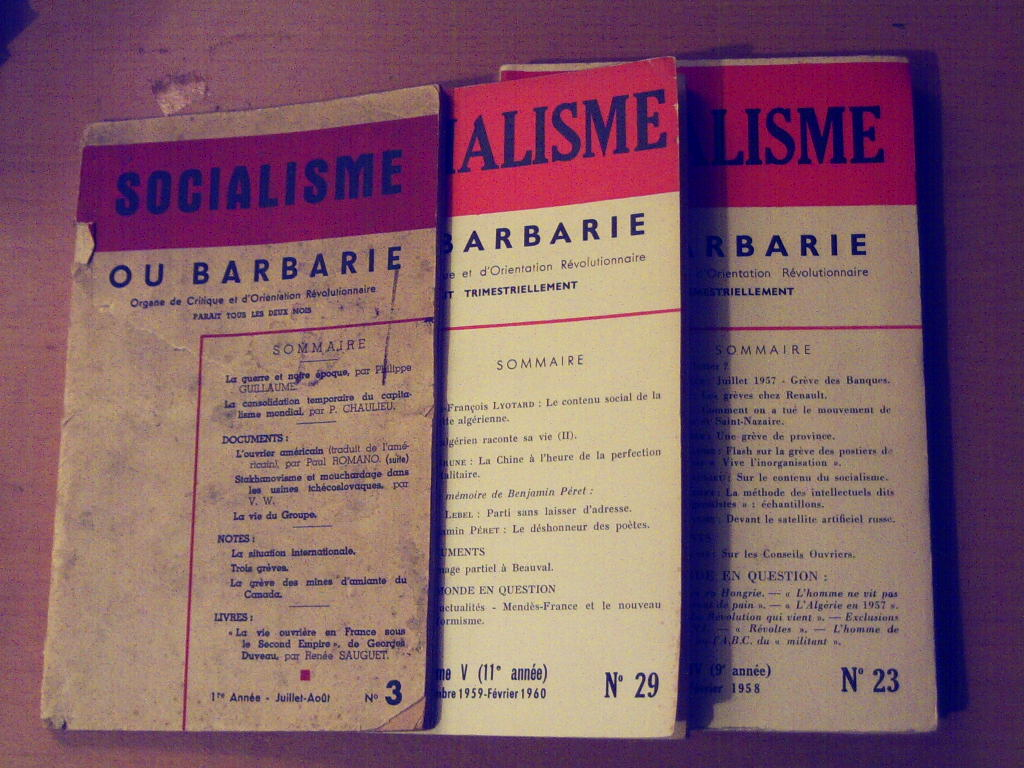
Quelques exemplaires de la revue Socialisme ou barbarie

Pour S ou B puis pour P O, l’URSS était un capitalisme bureaucratique d’État (et non comme persistaient à l’affirmer les trotskystes « un État ouvrier dégénéré »). Quant au socialisme, il n’était pas l’étatisation de l’économie et de la vie sociale mais leur autogestion par des entreprises organisées en Conseil ouvrier. Ces mêmes conseils devaient être également destinés à exercer le pouvoir politique. Véga, après avoir exercé plusieurs métiers, dont aide-métreur, ouvrier électricien travaillant sur la pose de poteaux électriques, était devenu traducteur technique. Il apporta ainsi au groupe S ou B le parcours d’un militant qui avait de solides convictions internationalistes, anticapitalistes et anti-staliniennes basées elles-mêmes sur une large palette d’expériences de travail et sur sa participation à un mouvement révolutionnaire effectif (1934-36).
Pour lui, les mots « comités d’usine », « conseils de paysans », « contrôle des travailleurs », « autogestion ouvrière » et « milices combattantes », correspondaient à une réalité vécue, ce qui lui donna une influence importante dans les débats. L’espérance d’une révolution prolétarienne n’était pas qu’un projet mais reposait sur une authentique expérience.
De 1951 à 1960, il fut membre de la rédaction de la revue S ou B et publia plusieurs articles signés Véga et Maille et intégra (1955-63) la structure de décision du groupe où il assura la fonction de secrétariat pour les tâches organisationnelles. Il tint une correspondance régulière avec la Province et consolida les contacts avec l’Italie (groupe de Battaglia communista, puis groupe de Unita proletaria animé par Danilo Montaldi).
Pendant la guerre d’Algérie, bien qu’il fût favorable à la lutte pour la décolonisation et l’indépendance, il s’opposa avec Castoriadis et la majorité du groupe, pour des raisons pratiques et de principe, à Jean-François Lyotard qui participa d’une façon plus directe à un réseau de « porteurs de valise » (réseau Henri Curiel) engagés aux côtés du FLN.

### Les divisions de Socialisme ou Barbarie

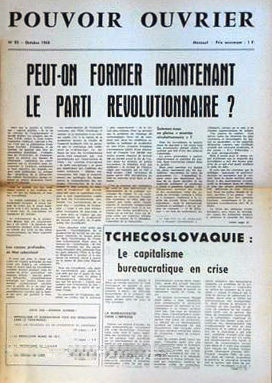
Exemplaire de la revue Pouvoir ouvrier en mai 1968

Après la révolution hongroise de 1956 et l’afflux relatif de militants séduits par les analyses que la revue S ou B fit des conseils ouvriers qui apparurent lors de ces événements, Véga avec la majorité du groupe, estima que l’organisation devait s’engager davantage dans l’activité militante en direction des entreprises et il fut en 1958, l’un des promoteurs de la création du bulletin propagandiste « Pouvoir Ouvrier ». À cette occasion, Claude Lefort (C. Montal) et d'autres militants quittèrent le groupe en raison de leur total désaccord avec cette position, considérant que l’organisation devait s’interdire tout rôle dirigeant. Finalement, « Pouvoir ouvrier » sera diffusé dans les usines (Renault, Chausson, Bendix, les Aciéries de Caen, les industries chimiques à Lyon, etc.).
Puis Véga défendit l’dée d’un programme revendicatif et insista pour un travail politique au sein des syndicats même s’il jugeait leur bureaucratisation irréversible. Dans ce programme, «Pour une politique ouvrière », Véga indiquait que « c’est l’ensemble de la gestion capitaliste qu’il faut contester, depuis le niveau de l’entreprise jusqu’à celui du pouvoir politique ».
Il y prôna une politique « ouvrière » des rémunérations ayant pour but la suppression des primes, la fin du salaire au rendement et de la hiérarchisation des salaires, et le soutien en revanche aux revendications d’augmentations uniformes. Il proposa également de faire passer au premier plan les revendications concernant la réduction de la semaine de travail et l’amélioration des conditions de travail. Cela en vue d’instaurer un contrôle des travailleurs exercé par des délégués d’ateliers (comme les shop stewards anglais), élus par des assemblées dans les ateliers et les services.
Ce nouveau cap proposé à S ou B n’était nullement ouvriériste et réducteur pour Véga et ce, pour plusieurs raisons :
D’abord, au sein du capitalisme moderne, le prolétariat s’est transformé. Ce prolétariat moderne renvoyait bien davantage à la notion de travailleur collectif qui, bien au-delà de la classe ouvrière proprement dite, visait les employés (prolétariat élargi aux services) ainsi que la majorité des techniciens. En 1968, Véga parla d’une nouvelle alliance de ce prolétariat moderne avec les travailleurs intellectuels.
De son côté, Castoriadis (le principal producteur des idées de S ou B) avec Lefort (mais à ce moment-là, Lefort n’est plus à S ou B), ami de Véga jusqu’à leur proche rupture au début des années 1960, présenta un texte pour une orientation nouvelle, « Le mouvement révolutionnaire sous le capitalisme moderne » dans lequel il affirmait que le capitalisme était suffisamment organisé pour garantir le plein emploi, une croissance forte et continue avec une élévation générale des salaires et du niveau de vie (ce qui s’avéra une prédiction assez inexacte). Par ailleurs, ces nouvelles thèses de Castoriadis (dénommé à l’époque Cardan) aboutirent à un rejet plus global du marxisme assimilé, par celui qui avait utilisé cette méthode contre la vulgate stalinienne, à un simple déterminisme économique.
Véga avec Philippe Guillaume, Jean-François Lyotard (dit Laborde) et Pierre Souyri (dit Pierre Brune) s’opposèrent à cette nouvelle orientation en réaffirmant la pertinence de la théorie marxiste pour analyser les contradictions nouvelles du capitalisme moderne. Ce fut la 2e scission de S ou B. Les uns se regroupèrent avec Castoriadis autour de la revue S ou B, les autres avec Véga autour du journal propagandiste Pouvoir Ouvrier.
À cette occasion, Véga publia un texte « nos tâches actuelles » où il pointait la tension entre gestion restreinte de la production par une classe dominante et le caractère de plus en plus « socialisé » et collectif de l’activité productive. Il notait aussi que chez Castoriadis, l’exploitation disparaissait et se confondait avec l’aliénation en général.
Jusqu’en octobre 1969, Véga continua à être le principal animateur de PO qui décida de s’auto-dissoudre pour, comme il le dit, « plonger dans la confusion avec des idées claires ». D’où des tentatives de regroupement plus larges notamment avec une partie des Cahiers de Mai. Mais ces dernières échoueront.

### La résurrection du POUM et à la Catalogne de la Movida

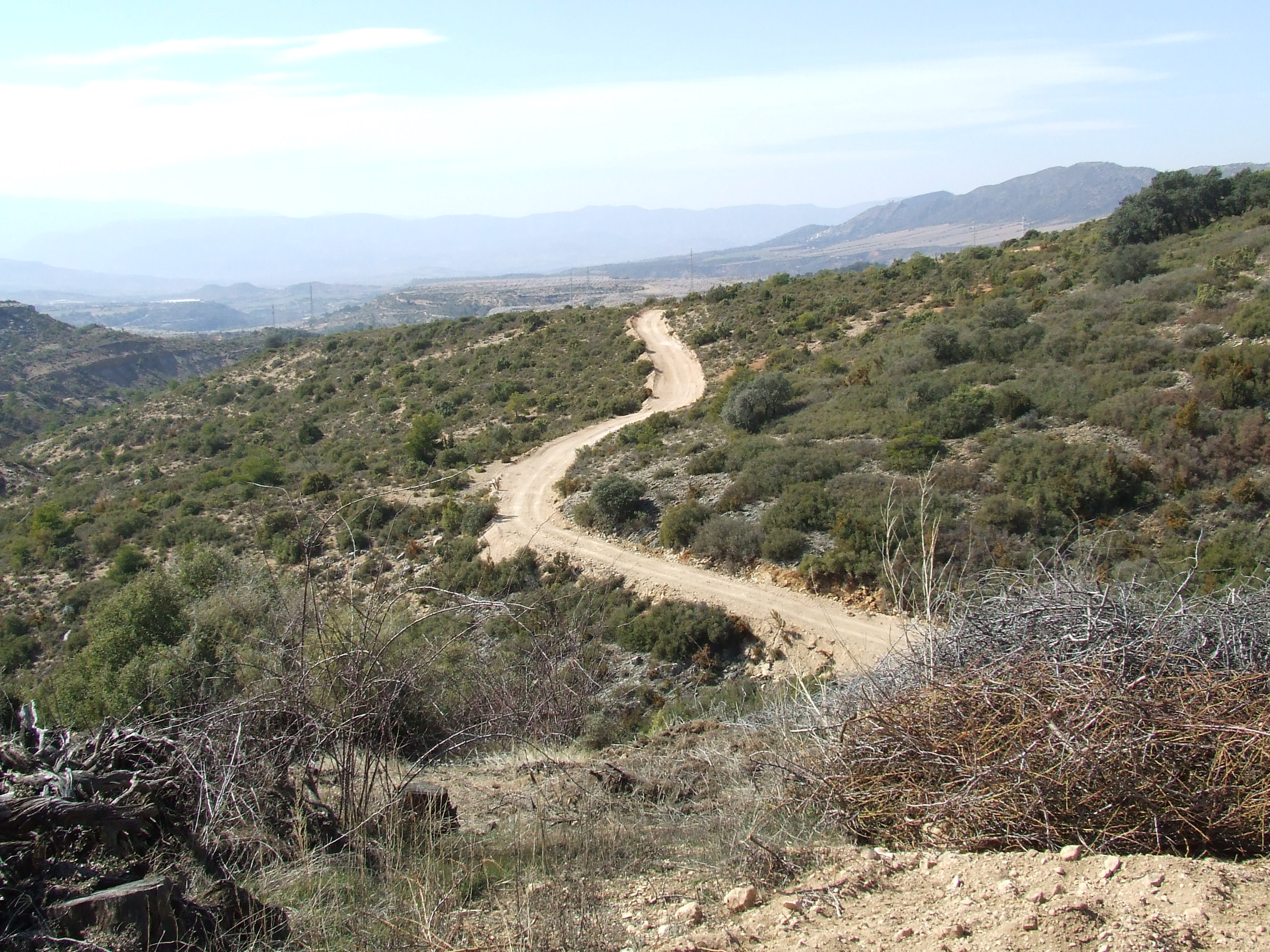
Abella de la Conca. Camí dels Planells

Véga aurait pu penser ce qu'écrivit son ami écrivain George Orwell sur son expérience en Catalogne : « ça peut paraître de la folie, mais ce dont nous avions l'un et l'autre envie, c'était de retourner en Espagne… quand on a eu un aperçu d'un désastre tel que celui-ci… il n'en résulte pas forcément du désillusionnement et du cynisme. Il est assez curieux que dans l'ensemble cette expérience m'ait laissé une foi pas seulement diminuée mais accrue dans la dignité des êtres humains ».
Ainsi, il convient de souligner que Véga, au-delà de ses convictions internationalistes, resta toujours un farouche défenseur de l’identité de la Catalogne dans le cas d'une république fédérale. Fidèle aux analyses du leader du POUM, Andreu Nin, Véga était un révolutionnaire qui s’émut de ce qu’on parlait si peu catalan lors de son retour à Barcelone. Combattant de l’émancipation sociale, il était profondément préoccupé par l’avenir de la Catalogne. D’une certaine manière, cette double préoccupation permet de comprendre qu’au début des années 1970, Alberto Masó, sous le pseudonyme maintenant de Julio Gil, se tourna à nouveau vers le POUM.
Devant la perspective de la mort de Franco et de la transition démocratique, il contribua à la parution de « Tribuna socialista » puis de « La Batalla », l’organe légendaire central du POUM. Il devait partir pour quelques semaines à Barcelone mais il y resta 2 ans (de 1977 à 1979) abandonnant maison, métier de traducteur et vie à Paris. Avec le même esprit qui avait conduit le POUM à critiquer sévèrement stalinisme, anarchisme et trotskysme durant les années 1930.
Mais il tomba malade à Bilbao et son état de santé empira, ce qui l’éloigna de l’activité politique, la passion de sa vie. Il participa néanmoins de retour à Paris à des activités de soutien et à la rédaction de textes pour la lutte des ouvriers polonais et du syndicat Solidarność. La chute du mur de Berlin, l’effondrement de l’URSS, la prise de conscience de la crise écologique et le « Néolibéralisme » marquèrent ses dernières années. Il pensa alors que le monde entrait dans une nouvelle période historique et qu’il fallait tout repenser.
Fin novembre 2001, un dernier hommage lui fut rendu au funérarium du Père Lachaise au son d’une chanson en catalan de Lluís Llach. Des amis et des camarades du Poum avec Martine Vidal, sa compagne, ont dispersé ses cendres dans le vent près du village catalan Abella de la Conca au pied des Pyrénées.

### Sources bibliographiques
- Victor Alba, Histoire du POUM, Ivréa, 2001
- Philippe Bourrinet : Biographie d'Alberto Maso dans le dictionnaire biographique du mouvement ouvrier (Le Maitron)
- Xevi Camprubí : Un long voyage jusqu'au socialisme, article dans le journal Avui le 9 septembre 2004
- Rosa Carmel-Roc, Quan Catalunya era revolutionaria, del Pel Salt, 1986
- Cornelius Castoriadis, Tome 2 La question du mouvement ouvrier, Le Sandre, 2012, 573 p. (ISBN 978-2358210829)
- Philippe Gottreaux, Socialisme ou Barbarie: Un engagement politique et intellectuel dans le France d'après-guerre, Payot, 1997, 427 p. (ISBN 978-2601032192)
- François Dosse, Castoriadis, une vie, La Découverte, 2014, 532 p. (ISBN 978-2707171269)
- Iglesias Ignacio, Trotsky et la révolution espagnole, Le Monde, 1974
- Jean-François Lyotard, La Guerre des Algériens, Galilée, 1989, 285 p. (ISBN 978-2718603537)
- Jean-François Lyotard, article "L'aliénation dans le retournement marxiste in Dérive à partir de Marx et Freud, Union générale d'éditions, collection 10/18, 1973
- Claude Lefort, Eléments d'une critique de la Bureaucratie, Gallimard, 1979, 392 p. (ISBN 978-2070287710)
- Andrès Nin, Les mouvements d'émancipation nationale, Syros, 1975, 202 p.
- George Orwell, Catalogne libre, Gallimard
- Pelai Pagès, Le POUM dans la transition 1974-1981, Sciences politiques et sociales, 1998
- Pelai Pagès, Biographie d'Alberto Maso dans le dictionnaire biographique du mouvement ouvrier en Pays catalan, 2000
- Pierre Souyri, Sur la dynamique du Capitalisme au XXe siècle, Payot, 1983, 270 p. (ISBN 978-2228560702)
- Pierre Souyri, Le Marxisme après Marx, Flammarion, 1970
- Wilebaldo Solano, Le POUM, Révolution dans la guerre d'Espagne, Syllepse, 2002, 365 p. (ISBN 978-2913165830)

Ouvrages collectifs:
- Socialisme ou Barbarie – Anthologie (éditions Acratie)
- Les internationalistes dans la deuxième guerre mondiale (éditions Acratie)